# Norra Stjankstjärnen
Norra Stjankstjärnen är en sjö i Orsa kommun i Dalarna och ingår i Dalälvens huvudavrinningsområde.